# تامر حسني
تامر حسني شريف عباس فرغلي (مواليد 16 أغسطس 1977) المعروف باسمه الفني تامر حسني هو مطرب، وكاتب أغاني، وملحن، وممثل، وكاتب سيناريو، ومخرج كليبات مصريومنتج بدأ مسيرته الفنية في عام 1999 باسم فري ميكس 2000 في ألبوم مشترك بينه وبين بهاء سلطان و محمد منير و خالد عجاج و في عام 2002 تم إطلاق أول ألبوم له مشترك مع شيرين عبدالوهاب بعنوان فري ميكس 3 و في عام 2003اطلق أول ألبوم خاص له بعنوان حب شارك أيضًا في بطولة العديد من الأفلام والمسلسلات، وكانت أولى مشاركاته عام 2003  أيضاً في فيلم حالة حب. في عام 2011 قدّم أول مسلسل تلفزيوني له بعنوان آدم.
نجح حسني في خلال بضع سنوات أن يحصل على ألقاب كثيرة، ويحصد جوائز عالمية مثل: جائزة أفضل فنان أفريقي من الأفريكان ميوزك أوورد عام 2010. كما حصل أيضاً على جائزة أسطورة القرن من البيج أبل ميوزك أوورد. بالاضافة لالقاب يطلقه عليه جمهوره مثل ملك الجيل

## نشأته وحياته
والد تامر هو المطرب المصري حسني شريف ووالدته هي فاطمة الصباغ وهي سورية. انفصل والده عن والدته وهو في السابعة من عمره وعاش مع أمه وشقيقه الأكبر حسام، فعمل تامر في سنوات عمره الأولى في عدة أعمال.
التحق بكلية الإعلام جامعة 6 أكتوبر وبدأ مشواره الفني خلال دراسته الجامعية وكان يغني بحفلات الجامعة، وفي إحدى الندوات في الجامعة استفسرت المذيعة سلمى الشماع إن كان هناك أحد يمتلك أية موهبة فغنى تامر أغنية (قولو لا) فأعجبها أدائه وبعدها طلبت منه أن يشارك في حفلة ضمت كبار الفنانين ونخبة من المجتمع، فغنى تامر أغنية قولو لا فأشاد الحضور به، بعدها عرفته سلمى الشماع على المنتج نصر محروس، والذي اقتنع بموهبته ووقع معه عقداً، كانت أغنية شكلي هاحبك أول أغنية تُسجل له على شريط ضمن مجموعة أغاني لمطربين، بعد ذلك رشحه المنتج نصر محروس والمطربة شيرين عبد الوهاب (والتي كانت قد قدمت فقط أغنية واحدة وكانت مع محمد محيي بعنوان بحبك) في شريط واحد بعنوان فري ميكس 3، وصُدر الشريط وحقق أرقاماً قياسية بالمبيعات والأنتشار ومن ثم بزغ نجمه وتوالت ألبوماته الفنية وأفلامه السينمائية ونمت شعبيته في وقت قصير.

## المسيرة الفنية

### الغناء
بدأ تامر حسني مسيرته الفنية عام 1999 مع شركة فري ميوزيك بأغنية بعنوان ولا ايه ثم عام 2000 أغنية بعنوان قولوا لا وثم قام بإطلاق أول ألبوم له لكنه مشترك مع الفنانة شيرين عبد الوهاب عام 2002 و في عام 2003 أطلق تامر حسني أول ألبوم منفرد له باسم حب، وتم تصوير أغنية واحدة فقط من الألبوم فيديو كليب وهي أغنية قرب حبيبي.
وفي عام 2006؛ أطلق تامر حسني ثالث ألبوماته عينيا بتحبك، وكان أيضًا من إنتاج شركة فري ميوزيك وحقق مبيعات عالية، وتم تصوير أغنية واحدة فقط من الألبوم فيديو كليب وهي أغنية عينيا بتحبك.
وفي عام 2007؛ أطلق تامر ألبومين؛ الأول ديني/اجتماعي بعنوان الجنة في بيوتنا وهو أول ألبوم اجتماعي/ ديني يقدمه، وحقق نجاحًا كبيرًا خصوصا أغنية (أنا مش عارف أتغير) التي اعتُبرت من الأغاني المعبرة عن حالة الكثير من الشباب العربي؛ أما الألبوم الثاني الموسيقي فهو ألبوم يا بنت الإيه، واحتوى على ستة أغاني من ألحان وكلمات تامر حسني، وبالرغم من تسريب الألبوم قبل طرحه بالأسواق إلا أنه حقق نجاحا كبيرًا ومبيعات عالية.
وفي عام 2008؛ أطلق تامر سادس ألبوماته قرب كمان، واحتوى على 10 أغاني من ألحان وكلمات تامر حسني (عُرضت أربعة منهم في فيلم كابتن هيما وهم: أصعب إحساس، روح قلبي، يا تعبني ، هي دي)
في عام 2009؛ وقع تامر عقدًا مع شركة مزيكا، وأطلق أول ألبوماته مع الشركة وسابع ألبوماته ككل هاعيش حياتي، ضم الألبوم أول أغنية باللغة الإنجليزية لتامر باسم Come Back To Me قدم من خلالها تامر كلا من: حسام الحسيني، وكريم محسن. صورت أغنية واحدة فقط من الألبوم كفيديو كليب وهي أغنية تاعبة كل الناس من إخراج ياسر سامي، وتم التصوير في تركيا.
في عام 2010؛ أطلق تامر ثامن ألبوماته الغنائية وثاني ألبوم له مع شركة مزيكا، وكان باسم اخترت صح، وحقق نجاحا كبيرًا ، احتوى الألبوم على ثاني أغانيه باللغة الإنجليزية باسم Sweet Melody. صورت 3 أغاني فقط من الألبوم كفيديو كليب وهي: تعرفي، لو هكون غير ليك، صحيت على صوتها. وكان كليب «صحيت على صوتها» أول تجربة لتامر حسني في الإخراج، وحقق الكليب نجاحا أيضا.
في عام 2011؛ أطلق تامر تاسع ألبوم غنائي له والثالث له مع شركة مزيكا، وكان بعنوان اللي جاي أحلى، صورت 3 أغاني فقط من الألبوم فيديو كليب وهي أغنية أكلمها، ودايما معاك، ومتسألنيش التي ظهرت فيها زوجته السابقة بسمة بوسيل.
وايضا في نفس العام أطلق ألبومه العاشر لكنه وطني بعنوان (في حب مصر) واحتوى على ٥ أغاني أهمها (انا مصري)
في عام 2012؛ أصدر تامر ألبومه الحادي عشر يتضمن 6 أغاني منهم وهي أغنية Smile مع المغني العالمي شاغي، وقد حققت الأغنية نجاحا كبيرًا ، وتم تصويرها في الولايات المتحدة.
أطلق تامر ألبومه الثاني عشر بعنوان بحبك انت في عام 2013، كما أطلق في نفس العام أغنية سي السيد، وهي أغنية منفردة له مع المغني العالمي سنوب دوغ.
في صيف 2014؛ أطلق ألبومه الثالث عشر 180°، وهو أول ألبوم له مع شركة روتانا، وحقق مبيعات جيدة. تم تصوير أغنيتان فقط من الألبوم فيديو كليب وهما أغنية Welcome To The Life مع المغني العالمي إيكون، وأغنية 180°، وتم التصوير في لبنان.
وفي عام 2016 أطلق تامر ألبومه الرابع عشر عمري ابتدا، واحتوى على 14 أغنية من إنتاج شركة روتانا، وبالرغم من تسريبه فقد حقق مبيعات كبيرة، وبلغ عدد مشاهداته على يوتيوب 40 مليون مشاهدة في شهر واحد، صورت من الألبوم أغنيتان فقط كفيديو كليب وهما عمري إبتدا، ويا مالي عيني.
في عام 2018؛ أطلق تامر ألبومه الخامس عشر عيش بشوقك، الذي حقق نجاحًا كبيرًا على يوتيوب بحوالي 260 مليون مشاهدة، وحقق أيضًا مبيعات عالية في نفس العام، أحيا تامر حسني عدة حفلات وغنى بعض الأغاني من هذا الألبوم، ومن هذه الحفلات: حفلة مسرح جامعة هليوبوليس، وبورتو سعيد، وجولف بورتو مارينا، وحفلة نادي الشمس، وحفلة في الجامعة الأمريكية في القاهرة (AUC)، وحفلة كايرو فستيفال سيتي، وأخيرا حفلة في الجامعة البريطانية في مصر (BUE)، وحققت هذة الحفلات نجاحا كبيرًا، وحضرت جموع غفيرة ، وحقق الألبوم نجاحا كبيرًا في مصر، والشرق الأوسط.
صورت معظم أغاني الألبوم كفيديو كليب وهي أغنية عيش بشوقك، وأغنية 100 وش مع كلا من: أحمد شيبة، ودياب، ومصطفى حجاج، وأغنية ناسيني ليه، وكفاياك أعذار، تمن اختيار، حكايات الحب، ورد صناعي، ومؤخرًا فيديو كليب وأنت معايا النسخة الريمكس.
وفي عام 2020 أطلق تامر ألبومه السادس عشر بعنوان خليك فولاذي
واحتوى على 10 اغاني من إنتاج شركة روتانا
وفي عام 2022 أطلق تامر ألبومه السابع عشر بعنوان عشأنجي
واحتوى على 9 اغاني من إنتاج شركة روتانا
وفي عام 2023 أطلق تامر ألبومه الثامن عشر بعنوان هرمون السعادة
واحتوى على 9 اغاني من إنتاج شركة TH PRODUCTION

### التمثيل
دخل تامر مجال التمثيل لأول مرة عام 2003 حين شارك في فيلم حالة حب الذي يناقش مشاكل الشباب والمجتمع المصري، شارك في البطولة إلى جانب تامر كل من: هاني سلامة، وهند صبري، وزينة، وشريف رمزي، ودنيا عبد العزيز. قدم تامر في هذا الفيلم أغنيتين هما: الحياة، وعيونه دار. وفي عام 2005 خاض تامر تجربته الثانية في التمثيل في فيلم سيد العاطفي، وأدى في الفيلم دور (سيد محمود الجمال). شارك في البطولة إلى جانب تامر كل من عبلة كامل، ونور، وطلعت زكريا، وزينة، وقد حقق نجاحا كبيرًا . قدم تامر 3 أغاني في هذا الفيلم: كل مرة، ونور عيني، وبسيطة.
في عام 2007؛ عرض الجزء الأول جزء من فيلمه عمر وسلمى الذي حقق نجاحا كبيرًا، وشارك تامر البطولة مع مي عز الدين، وعزت أبو عوف. وفي عام 2009 عرض الجزء الثاني من الفيلم، وحقق إيرادات مرتفعة. في عام 2011 أعلن تامر أن هناك جزء ثالث للفيلم بعد النجاح الكبير الذي حققه الجزئين الأول والثاني، فعرض الجزء الثالث في أوائل عام 2012 بدور السينما.
وفي عام 2008 شارك تامر في فيلم كابتن هيما مع الممثلة زينة، وكان هذا الفيلم هو أول تجربة في الإخراج لنصر محروس؛ كما كان أيضًا من إنتاجه. في عام 2010 عرض فيلم نور عيني وكان أول تعاون فني بين تامر حسني ومنة شلبي. ووفي 2011 قدم تامر مسلسل آدم، وشاركه البطولة مي عز الدين، وأحمد زاهر، ودرة. وفي عام 2015؛ شارك في فيلم أهواك من إنتاج محمد السبكي، وحاز هذا الفيلم على جائزة أفضل فيلم في مصر لعام 2015.
وفي عام 2014 أطلق مسلسل فرق توقيت. وفي صيف 2017 أطلق فيلم تصبح على خير، والذي عرض في موسم عيد الفطر، وحقق نجاحا كبيرًا في الدول العربية. وفي عام 2018 قدم فيلم البدلة، وحقق أعلى إيرادات في عامه، وفي عام 2019 قدم فيلم الفلوس ولكنه لم يحقق النجاح المطلوب.
وفي عام 2022 أطلق فيلم بحبك شارك في بطولته هنا الزاهد وحمدي المرغني وهدى المفتي حيث انه حقق نجاحاً باهر

### برنامج اكتشاف المواهب للأطفال
في عام 2016؛ شارك تامر في برنامج اكتشاف المواهب للأطفال (ذا فويس كيدز) كعضو في لجنة التحكيم مع المطربة اللبنانية نانسي عجرم والمطرب العراقي كاظم الساهر، وكانت التجربة الأولى له في هذا المجال، وصل أمير عموري من فريقه إلى المرحلة النهائية، لكنه خسر اللقب لصالح لين الحايك من فريق كاظم الساهر. في عام 2019 اعتذر تامر عن المشاركة في لجنة تحكيم الموسم الجديد وكتب على صفحته الرسمية على موقع التواصل الاجتماعي معلناً خبر اعتذاره، متمنياً التوفيق "لكل المواهب الجميلة" ولإدارة البرنامج في اختيار بديل مناسب.

## حياته الشخصية

### زواجه
في عام 2012 تزوج من بسمة بوسيل، وهي مطربة ستار أكاديمي مغربية، وفي يوم 4 مايو 2013 رُزق بمولوده الأول «تاليا تامر حسني». وفي يوم 3 مايو 2015 رُزق بمولوده الثاني «أمايا تامر حسني». وفي يوم 22 أكتوبر 2018 رُزق بمولوده الثالث «آدم تامر حسني»،في السابع والعشرين من أبريل 2023 أعلن طلاقه رسمياً من بسمة بوسيل.

### ألقابه
لقبه البعض بـ«نجم الجيل»، و«أسطورة القرن»، و«صوت القدس»، و«سفير الخير»، و«صوت السلام الأوحد».[بحاجة لمصدر]

### بصمة المسرح الصيني
في أغسطس 2017 قام تامر حسني بعمل بصمة أسمنتية غير رسمية في المسرح الصيني "تي سي إل" بلوس أنجلوس، ليصبح تامر أول فنان مصري وعربي يقوم بعمل البصمة الأسمنتية،  حيث قامت إحدى المجلات المصرية بحجز المسرح الصيني لعرض فيلمه (تصبح على خير) والذي يسمح بعمل بصمة اسمنتية مؤقتة لأغراض الدعاية ويتم إزالتها بعد انتهاء عرض الفيلم، ولا تصنف مثل التكريم الرسمي والذي يتم بواسطة لجنة تحكيم تابعة للمسرح والتي تحتفظ بالبصمة الأسمنتية في قاعة المشاهير مدى الحياة.
أثار هذا الأمر الكثير من اللبس واللغط لدى الجماهير وأنتشرت عدة شائعات تشكك في الخبر وأعتبرها البعض أنها مدفوعة قبل أن تقوم إدارة المسرح بتوضيح الأمر.

### في موسوعة جينيس
في 2019 أعلنت موسوعة جينيس للأرقام القياسية أنّ جمهور الفنان تامر حسني قد كسر الرقم القياسي العالمي لأكثر عدد مشاركات على لوحة إعلانات خلال حفل أقيم في مارينا مول أبو ظبي ، إذ جهز المركز التجاري لوحة ضخمة للمعجبين ليكتبوا عليها رسائلهم لتامر، ووصل عدد الرسائل إلى 12,086 رسالة. في حين نفت موسوعة غينيس وعلى موقعها الرسمي أن يكون تامر قد حقق الرقم القياسي العالمي كأكثر فنان تأثيرًا وإلهامًا في العالم.

## أعماله الغنائية

### الألبومات
| الألبوم                | السنة     | المنتج        |
| ---------------------- | --------- | ------------- |
| فري ميكس 3             | 2002      | فري ميوزيك    |
| حب                     | 2003      | فري ميوزيك    |
| عينيا بتحبك            | 2006      | فري ميوزيك    |
| يا بنت الإيه           | 2007      | فري ميوزيك    |
| الجنة في بيوتنا        | 2007      | فري ميوزيك    |
| قرب كمان               | 2008      | فري ميوزيك    |
| هعيش حياتي             | 2009      | عالم الفن     |
| اخترت صح               | 2010      | عالم الفن     |
| اللي جاي احلى          | 2011      | عالم الفن     |
| في حب مصر              | 2011      | عالم الفن     |
| اغاني فيلم عمر وسلمى 3 | 2012      | عالم الفن     |
| بحبك أنت               | 2013      | فري ميوزيك    |
| 180 درجة               | 2014      | روتانا        |
| عمري ابتدا             | 2016      | روتانا        |
| عيش بشوقك              | 2018      | TH Production |
| خليك فولاذي            | 2020      | روتانا        |
| عشأنجي                 | 2022      | روتانا        |
| هرمون السعادة          | 2023-2024 | TH Production |
| لينا معاد              | 2025      | TH Production |

### فيديو كليبات
| الأغنية                                 | المخرج        | المنتج        | العام |
| --------------------------------------- | ------------- | ------------- | ----- |
| حبيبى وانت بعيد                         | نصر محروس     | فري ميوزيك    | 2002  |
| قرب حبيبى                               | نصر محروس     | فري ميوزيك    | 2003  |
| حضن الغريب                              | نصر محروس     | فري ميوزيك    | 2005  |
| عينيا بتحبك                             | نصر محروس     | فري ميوزيك    | 2006  |
| انا مش عارف اتغير                       | هادي الباجوري | فري ميوزيك    | 2007  |
| تاعبة كل الناس                          | محسن جابر     | مزيكا         | 2009  |
| لو هكون غير ليك                         | محمد سامي     | مزيكا         | 2010  |
| صحيت على صوتها                          | تامر حسني     | مزيكا         | 2010  |
| تعرفي                                   | محمد سامي     | مزيكا         | 2010  |
| اكلمها                                  | حسام الحسيني  | مزيكا         | 2011  |
| دايما معاك                              | ياسر سامي     | مزيكا         | 2011  |
| متسألنيش                                | حسام الحسيني  | مزيكا         | 2011  |
| Smile (feat. Shaggy)                    | طارق فريتخ    | مزيكا         | 2012  |
| 180 درجة                                | ياسر سامي     | روتانا        | 2014  |
| Welcome to the Life (feat. Akon)        | ياسر سامي     | روتانا        | 2014  |
| يا مالي عيني                            | حسام الحسيني  | روتانا        | 2016  |
| عمري ابتدا                              | ياسر سامي     | روتانا        | 2016  |
| عيش بشوقك                               | هادي الباجوري | TH Production | 2018  |
| تمن اختيار                              | حسام الحسيني  | TH Production | 2018  |
| 100 وش (مع مصطفى حجاج، دياب، احمد شيبه) | تامر حسني     | TH Production | 2018  |
| كفاياك اعذار                            | مازن نيازي    | TH Production | 2018  |
| ناسيني ليه                              | سعيد الماروق  | TH Production | 2018  |
| وانت معايا (مع الشاب خالد) (ريمكس)      | سعيد الماروق  | TH Production | 2018  |
| إختراع (مع محمود العسيلي)               | تامر حسني     | روتانا        | 2020  |
| خليك فولاذي                             | سارة وفيق     | روتانا        | 2020  |
| صعبة                                    | تامر حسني     | TH Production | 2021  |
| يا فرحة (شاومي)                         | تامر حسني     | TH Production | 2021  |
| عشأنجي                                  | تامر حسني     | روتانا        | 2022  |
| حوا                                     | تامر حسني     | TH Production | 2023  |
| موحشتكيش                                | تامر حسني     | TH Production | 2024  |
| معلش (مع زاب ثروت)                      | تامر حسني     | TH Production | 2024  |
| موضوع رجوعنا                            | تامر حسني     | TH Production | 2024  |
| ولا يهمك                                | تامر حسني     | TH Production | 2024  |
| 30 حياة (مع مهى فتوني)                  | تامر حسني     | TH Production | 2024  |
| فعلا مبيتنسيش (مع رامي صبري)            | تامر حسني     | TH Production | 2025  |

### أفلام
| سنة الإنتاج | الفيلم       | الشخصية     |
| ----------- | ------------ | ----------- |
| 2003        | حالة حب      | يوسف        |
| 2005        | سيد العاطفي  | سيد         |
| 2007        | عمر وسلمى    | عمر         |
| 2008        | كابتن هيما   | هيما        |
| 2009        | عمر وسلمى 2  | عمر         |
| 2010        | نور عيني     | أحمد / نور  |
| 2012        | عمر وسلمى 3  | عمر         |
| 2015        | أهواك        | شريف        |
| 2017        | تصبح على خير | حسام / جمال |
| 2018        | البدلة       | وليد        |
| 2019        | الفلوس       | سيف         |
| 2021        | مش أنا       | حسن         |
| 2022        | بحبك         | علي         |
| 2023        | تاج          | تاج / هارون |
| 2025        | ريستارت      | محمد        |

### مسلسلات
| سنة الإنتاج | المسلسل     | الشخصية |
| ----------- | ----------- | ------- |
| 2011        | آدم         | آدم     |
| 2014        | فرق توقيت   | ياسين   |
| 2019        | ولد الغلابة | محمود   |

## الجوائز
- 2023: جائزة أفضل فنان عربي من المهرجان العربي للإذاعة والتلفزيون في تونس.[51]
- 2019: جائزة نجم الغناء العربي من موريكس دور.[29]
- 2018: 3 جوائز من الميما ميوزك أورد.[29]
- 2016: جائزة أفضل فنان عربي في موريكس دور.[29]
- 2015: جائزة أفضل ممثل عربي.[29]
- 2015: جائزة أفضل أغنية عن “إطمني” .[52]
- 2014: جائزة أفضل مطرب في الشرق الأوسط لعام 2014.[52]
- 2015: أفضل فيديو كليب عن أغنية “180 درجة”.[52]
- 2014: جائزة الموسيقى العالمية لأفضل فيديو كليب عربي من الورلد ميوزك أورد.[29]
- 2013: جائزة أفضل مطرب في أفريقيا والشرق الأوسط.[29]
- 2013: أفضل فنان عربي.[53]
- 2011: أفضل مطرب فردي من مهرجان (Dear Guest).[54]
- 2010: جائزة أفضل فنان إفريقي.[29][55]
- 2009: جائزة أسطورة القرن كأفضل فنان شامل وجائزة فنان الشرق الأوسط من البيج أبل ميوزك أورد.[29]
- 2008: جائزة أفضل مطرب وأفضل أغنية من مهرجان (جوائز موسيقى الشرق الأوسط).[56]
- 2007: جائزة أفضل مطرب مصري.[4][29]
- 2006: أفضل مطرب فردي من مهرجان (Dear Guest).[57]
- 2005: أفضل مطرب فردي من مهرجان (Dear Guest).[58]

## وصلات خارجية
- تامر حسني على موقع IMDb (الإنجليزية)
- تامر حسني على موقع قاعدة بيانات الأفلام العربية
- تامر حسني على موقع ميوزك برينز (الإنجليزية)
- تامر حسني على موقع ديسكوغز (الإنجليزية)
- تامر حسني على موقع قاعدة بيانات الفيلم (الإنجليزية)